# Шобер, Вольфганг
Вольфганг Ганс Шобер (нем. Wolfgang Hans Schober; 6 июля 1989, Мюнхен, Германия) — австрийский футболист, вратарь клуба «Унион» из Фёкламаркта.

## Карьера
Воспитанник немецких ФК «Шварц-Вайсс» и «Гартенштадт Трудеринг». В сезоне 2003/04 был принят в академию «Баварии» из Мюнхена, где выступал в юношеском составе. В сезоне 2006/07 вместе с Тони Кроосом, Томасом Мюллером и Хольгером Бадштубером стал серебряным призёром первенства Германии среди игроков не старше 19 лет.
В межсезонье перешёл из «Баварии» в «Ред Булл» и стал игроком второго состава. 15 апреля 2008 дебютировал в юниорском составе против клуба «Парндорф 1919». В сезоне 2008/09 призывался в основную команду под номером 30, но так и не дебютировал ни разу. В сезоне 2010/11 клуб закупил несколько вратарей: Эдди Густаффсона, Герхарда Треммеля, Александра Вальке и Никласа Хайманна. Эта покупка фактически выбила Шобера даже из резерва, поэтому он был отправлен в аренду в «Хартберг». Летом 2011 года он перешёл в «Рид».